# تپه سرآب ۲
تپه سرآب ۲ مربوط به عصر مس و سنگ - عصر مفرغ - دوره اشکانیان است و در شهرستان کرمانشاه، بخش مرکزی، دهستان دورود فرامان، ۶۰۰ متری شرق روستای سیاه بید سفلا واقع شده و این اثر در تاریخ ۱۸ اسفند ۱۳۸۷ با شمارهٔ ثبت ۲۴۸۸۸ به‌عنوان یکی از آثار ملی ایران به ثبت رسیده است.